# Chartreuse (likér)
Chartreuse je francouzský bylinný likér se silně kořeněnou chutí. Vyrábí se z 130 horských bylin a vínovice. Recept na tento likér dostali roku 1605 mniši kartuziánského řádu od maršála Francoise ďEstrées; k rozluštění tohoto receptu potřebovali 150 let. Obsahuje 55 % alkoholu. Přezdívá se mu „zelený oheň“, jenž má zaručit dlouhý život. Likér existuje v zelené a slabší žluté variantě.
Lidově se likér nazývá také šartrezka; tohoto označení je použito například ve filmu Stín kapradiny nebo v seriálech Byli jednou dva písaři a Profesionálové (díl Arabská mozaika).